# Zoltán Kovács
Zoltán Kovács (n. 2 ianuarie 1964, Budapesta, Republica Populară Ungară) este un trăgător de tir ce a reprezentat Ungaria, medaliat olimpic. A participat la o ediție a Jocurilor Olimpice (1988) în care a câștigat o medalie de bronz.

## Participări
Lista de mai jos prezintă principalele competiții la care a participat Zoltán Kovács de-a lungul carierei.
- shooting at the 1988 Summer Olympics – men's 25 metre rapid fire pistol[*]